# The Story Goes...
Albums de Craig David
Slicker Than Your Average
(2002) Trust Me
(2008)
The Story Goes… est le troisième album de Craig David, sorti en 2005.

## Les titres
1. "All the Way"
2. "Don't Love You No More (I'm Sorry)"
3. "Hypnotic"
4. "Separate Ways"
5. "Johnny"
6. "Do You Believe in Love"
7. "One Last Dance"
8. "Unbelievable"
9. "Just Chillin'"
10. "Thief in the Night"
11. "Take 'Em Off"
12. "My Love Don't Stop"
13. "Never Should Have Walked Away"
14. "Let Her Go"

### Bonus pour UK
- "Never Should Have Walked Away"

### Autres bonus
1. « Unbelievable » (Metro Mix)
2. « All The Way » (H-Money Mix feat. Lyracis)
3. « Don't Love You No More (I'm Sorry) » (Remix)
4. « All The Way » (live in Seoul - September 2005)
5. « Don't Love You No More (I'm Sorry) »
6. « Rise & Fall » (live in Seoul - September 2005)
7. « Walking Away » (live in Seoul - September 2005)
8. « Don't Love You No More (I'm Sorry) » (Video de musique)
9. « 7 Days » (Video de musique)